# Vedran Celjak
Vedran Celjak (Zabok, 13 agosto 1991) è un calciatore croato, difensore attualmente svincolato.

## Caratteristiche tecniche
Terzino destro di spinta, preciso nel servire cross ai compagni. In grado di agire da esterno di centrocampo, in carriera è stato utilizzato anche da centrale di difesa in un 3-5-2.

## Carriera

### Club
Muove i suoi primi passi nelle giovanili dello NK Zagabria. Esordisce in prima squadra l'8 marzo 2009 in NK Zagabria-Cibalia (0-0), da titolare. Il 29 gennaio 2011 passa alla Sampdoria in cambio di 500.000 euro, che lo aggrega alla formazione Primavera. Dopo aver trascorso un anno in Lega Pro Prima Divisione alla Pergocrema, il 13 luglio 2012 passa in prestito al Grosseto. Esordisce in Serie B il 25 agosto contro il Novara, subentrando al 68' al posto di Yaw Asante.
Il 20 giugno 2013 torna alla Sampdoria poiché il Grosseto non esercita il diritto di riscatto. Il 7 agosto 2013 passa al Padova con la formula del prestito con diritto di riscatto.
Il 31 gennaio 2014 Celjak si trasferisce a titolo temporaneo al Benevento in Lega Pro Prima Divisione.
Il 9 luglio 2014 il Benevento  si accorda con la Sampdoria per il trasferimento a titolo definitivo del calciatore: il difensore croato sigla pertanto un contratto che lo lega al sodalizio giallorosso fino al 30 giugno 2015.
Il 10 luglio 2015 si lega, con contratto biennale, all'Alessandria.
Il 12 agosto 2019 entra a far parte della rosa dell'Avellino in Serie C.

### Nazionale
Vanta dieci presenze nella Nazionale Under-19 croata. Nell'estate 2009 ha disputato in Ucraina gli Europei di categoria. Il 16 novembre 2010 ha fatto il suo esordito nell'Under-21, giocando titolare nella partita amichevole contro la Slovenia e vinta dalla Croazia (2-1).

## Statistiche

### Presenze e reti nei club
Statistiche aggiornate al 3 febbraio 2025.
| Stagione           | Squadra            | Campionato         | Campionato | Campionato | Coppe nazionali | Coppe nazionali | Coppe nazionali | Coppe continentali | Coppe continentali | Coppe continentali | Altre coppe | Altre coppe | Altre coppe | Totale | Totale |
| Stagione           | Squadra            | Comp               | Pres       | Reti       | Comp            | Pres            | Reti            | Comp               | Pres               | Reti               | Comp        | Pres        | Reti        | Pres   | Reti   |
| ------------------ | ------------------ | ------------------ | ---------- | ---------- | --------------- | --------------- | --------------- | ------------------ | ------------------ | ------------------ | ----------- | ----------- | ----------- | ------ | ------ |
| 2008-2009          | NK Zagabria        | 1. HNL             | 12         | 0          | CC              | 0               | 0               | -                  | -                  | -                  | -           | -           | -           | 12     | 0      |
| 2009-2010          | NK Zagabria        | 1. HNL             | 16         | 0          | CC              | 2               | 0               | -                  | -                  | -                  | -           | -           | -           | 18     | 0      |
| 2010-gen. 2011     | NK Zagabria        | 1. HNL             | 14         | 0          | CC              | 1               | 0               | -                  | -                  | -                  | -           | -           | -           | 15     | 0      |
| Totale NK Zagabria | Totale NK Zagabria | Totale NK Zagabria | 42         | 0          |                 | 3               | 0               |                    | -                  | -                  |             | -           | -           | 45     | 0      |
| gen.-giu. 2011     | Sampdoria          | A                  | 0          | 0          | CI              | 0               | 0               | -                  | -                  | -                  | -           | -           | -           | 0      | 0      |
| 2011-2012          | Pergocrema         | 1D                 | 24         | 1          | CI-LP           | 0               | 0               | -                  | -                  | -                  | -           | -           | -           | 24     | 1      |
| 2012-2013          | Grosseto           | B                  | 3          | 0          | CI              | 0               | 0               | -                  | -                  | -                  | -           | -           | -           | 3      | 0      |
| 2013-gen.2014      | Padova             | B                  | 5          | 0          | CI              | 0               | 0               | -                  | -                  | -                  | -           | -           | -           | 5      | 0      |
| gen.-giu. 2014     | Benevento          | 1D                 | 8+2        | 0          | CI+CI-LP        | -               | -               | -                  | -                  | -                  | -           | -           | -           | 10     | 0      |
| 2014-2015          | Benevento          | LP                 | 31+1       | 0          | CI+CI-LP        | 2+0             | 0               | -                  | -                  | -                  | -           | -           | -           | 34     | 0      |
| Totale Benevento   | Totale Benevento   | Totale Benevento   | 39+3       | 0          |                 | 2               | 0               |                    | -                  | -                  |             | -           | -           | 44     | 0      |
| 2015-2016          | Alessandria        | LP                 | 31+1       | 0          | CI+CI-LP        | 4+0             | 0               | -                  | -                  | -                  | -           | -           | -           | 36     | 0      |
| 2016-2017          | Alessandria        | LP                 | 31+6       | 2          | CI+CI-LP        | 2+0             | 0               | -                  | -                  | -                  | -           | -           | -           | 39     | 2      |
| 2017-2018          | Alessandria        | C                  | 28+2       | 0          | CI+CI-C         | 2+6             | 1+0             | -                  | -                  | -                  | -           | -           | -           | 38     | 1      |
| Totale Alessandria | Totale Alessandria | Totale Alessandria | 90+9       | 2          |                 | 14              | 1               |                    | -                  | -                  |             | -           | -           | 113    | 3      |
| 2018-2019          | Sambenedettese     | C                  | 25         | 0          | CI+CI-C         | -               | -               | -                  | -                  | -                  | -           | -           | -           | 25     | 0      |
| 2019-2020          | Avellino           | C                  | 27+1       | 0          | CI-C            | 4               | 1               | -                  | -                  | -                  | -           | -           | -           | 32     | 1      |
| 2020-2021          | Lecco              | C                  | 32+1       | 2          | CI              | -               | -               | -                  | -                  | -                  | -           | -           | -           | 33     | 2      |
| 2021-2022          | Lecco              | C                  | 33+1       | 2          | CI-C            | 0               | 0               | -                  | -                  | -                  | -           | -           | -           | 34     | 2      |
| 2022-2023          | Lecco              | C                  | 32+8       | 1+1        | CI-C            | .0              | 0               | -                  | -                  | -                  | -           | -           | -           | 40     | 1      |
| 2023-2024          | Lecco              | B                  | 28         | 0          | CI              | .0              | 0               | -                  | -                  | -                  | -           | -           | -           | 28     | 0      |
| 2024-2025          | Lecco              | C                  | 15         | 1          | CI-C            | 1               | 0               | -                  | -                  | -                  | -           | -           | -           | 16     | 1      |
| Totale Lecco       | Totale Lecco       | Totale Lecco       | 140+10     | 6+1        |                 | 1               | 0               |                    | -                  | -                  |             | -           | -           | 151    | 7      |
| Totale carriera    | Totale carriera    | Totale carriera    | 396+22     | 9+1        |                 | 24              | 2               |                    | -                  | -                  |             | -           | -           | 442    | 12     |

### Cronologia presenze e reti in nazionale
| Cronologia completa delle presenze e delle reti in nazionale ― Croazia under 21 | Cronologia completa delle presenze e delle reti in nazionale ― Croazia under 21 | Cronologia completa delle presenze e delle reti in nazionale ― Croazia under 21 | Cronologia completa delle presenze e delle reti in nazionale ― Croazia under 21 | Cronologia completa delle presenze e delle reti in nazionale ― Croazia under 21 | Cronologia completa delle presenze e delle reti in nazionale ― Croazia under 21 | Cronologia completa delle presenze e delle reti in nazionale ― Croazia under 21 | Cronologia completa delle presenze e delle reti in nazionale ― Croazia under 21 |
| Data                                                                            | Città                                                                           | In casa                                                                         | Risultato                                                                       | Ospiti                                                                          | Competizione                                                                    | Reti                                                                            | Note                                                                            |
| ------------------------------------------------------------------------------- | ------------------------------------------------------------------------------- | ------------------------------------------------------------------------------- | ------------------------------------------------------------------------------- | ------------------------------------------------------------------------------- | ------------------------------------------------------------------------------- | ------------------------------------------------------------------------------- | ------------------------------------------------------------------------------- |
| 16-11-2010                                                                      | Zaprešić                                                                        | Croazia under 21                                                                | 2 – 1                                                                           | Slovenia under 21                                                               | Amichevole                                                                      | -                                                                               |                                                                                 |
| 9-2-2010                                                                        | Capodistria                                                                     | Slovenia under 21                                                               | 1 – 1                                                                           | Croazia under 21                                                                | Amichevole                                                                      | -                                                                               | 63’                                                                             |
| 24-3-2010                                                                       | Dugopolje                                                                       | Croazia under 21                                                                | 1 – 2                                                                           | Ucraina under 21                                                                | Amichevole                                                                      | -                                                                               |                                                                                 |
| 28-3-2011                                                                       | Spalato                                                                         | Croazia under 21                                                                | 3 – 2                                                                           | Ungheria under 21                                                               | Amichevole                                                                      | -                                                                               | 75’                                                                             |
| 3-6-2011                                                                        | Dugopolje                                                                       | Croazia under 21                                                                | 0 – 1                                                                           | Georgia under 21                                                                | Qual. Europeo Under-21 2013                                                     | -                                                                               | 47’ 73’                                                                         |
| Totale                                                                          |                                                                                 | Presenze                                                                        | 5                                                                               |                                                                                 | Reti                                                                            | 0                                                                               |                                                                                 |

| Cronologia completa delle presenze e delle reti in nazionale ― Croazia under 20 | Cronologia completa delle presenze e delle reti in nazionale ― Croazia under 20 | Cronologia completa delle presenze e delle reti in nazionale ― Croazia under 20 | Cronologia completa delle presenze e delle reti in nazionale ― Croazia under 20 | Cronologia completa delle presenze e delle reti in nazionale ― Croazia under 20 | Cronologia completa delle presenze e delle reti in nazionale ― Croazia under 20 | Cronologia completa delle presenze e delle reti in nazionale ― Croazia under 20 | Cronologia completa delle presenze e delle reti in nazionale ― Croazia under 20 |
| Data                                                                            | Città                                                                           | In casa                                                                         | Risultato                                                                       | Ospiti                                                                          | Competizione                                                                    | Reti                                                                            | Note                                                                            |
| ------------------------------------------------------------------------------- | ------------------------------------------------------------------------------- | ------------------------------------------------------------------------------- | ------------------------------------------------------------------------------- | ------------------------------------------------------------------------------- | ------------------------------------------------------------------------------- | ------------------------------------------------------------------------------- | ------------------------------------------------------------------------------- |
| 10-8-2010                                                                       | Ludbreg                                                                         | Croazia under 20                                                                | 1 – 0                                                                           | Bielorussia under 20                                                            | Amichevole                                                                      | -                                                                               | 72’                                                                             |
| Totale                                                                          |                                                                                 | Presenze                                                                        | 1                                                                               |                                                                                 | Reti                                                                            | 0                                                                               |                                                                                 |

## Palmarès

### Club

#### Competizioni nazionali
- Coppa Italia Serie C: 1

Alessandria: 2017-2018